# Монтабоне
Монтабоне (итал. Montabone) — коммуна в Италии, располагается в регионе Пьемонт, в провинции Асти.
Население составляет 368 человек (2008 г.), плотность населения составляет 43 чел./км². Занимает площадь 9 км². Почтовый индекс — 14040. Телефонный код — 0141.
Покровителем коммуны почитается святой Антоний Великий, празднование 17 января.

## Демография
Динамика населения:

## Администрация коммуны
- Официальный сайт: http://www.comune.montabone.at.it